# Para-Asienspiele
Die Para-Asienspiele (englisch Asian Para Games) sind eine Multisportveranstaltung für Behindertensportler in Asien. Sie sollen alle vier Jahre stattfinden. Die erste Austragung war 2010 in Guangzhou, China. Die zweiten Spiele fanden 2014 in Incheon, Südkorea, statt. Die dritte Ausgabe findet vom 6. bis 13. Oktober 2018 in Jakarta, Indonesien statt.

## Austragungen
| Jahr | Stadt     | Land                | Datum              | Nationen | Athleten | Sportarten | Entscheidungen |
| ---- | --------- | ------------------- | ------------------ | -------- | -------- | ---------- | -------------- |
| 2010 | Guangzhou | Volksrepublik China | 12. – 19. Dezember | 41       | 2.405    | 19         | 341            |
| 2014 | Incheon   | Südkorea            | 18. – 24. Oktober  | 41       | 2.850    | 24         | 443            |
| 2018 | Jakarta   | Indonesien          | 6. – 13. Oktober   | 43       | 2.831    | 18         | 456            |
| 2022 | Hangzhou  | Volksrepublik China | 9. – 15. Oktober   |          |          |            |                |
| 2026 | Nagoya    | Japan               | n. a.              |          |          |            |                |
| 2030 | Doha      | Katar               | n. a.              |          |          |            |                |
| 2034 | Riad      | Saudi-Arabien       | n. a.              |          |          |            |                |